# Biogenes Sediment

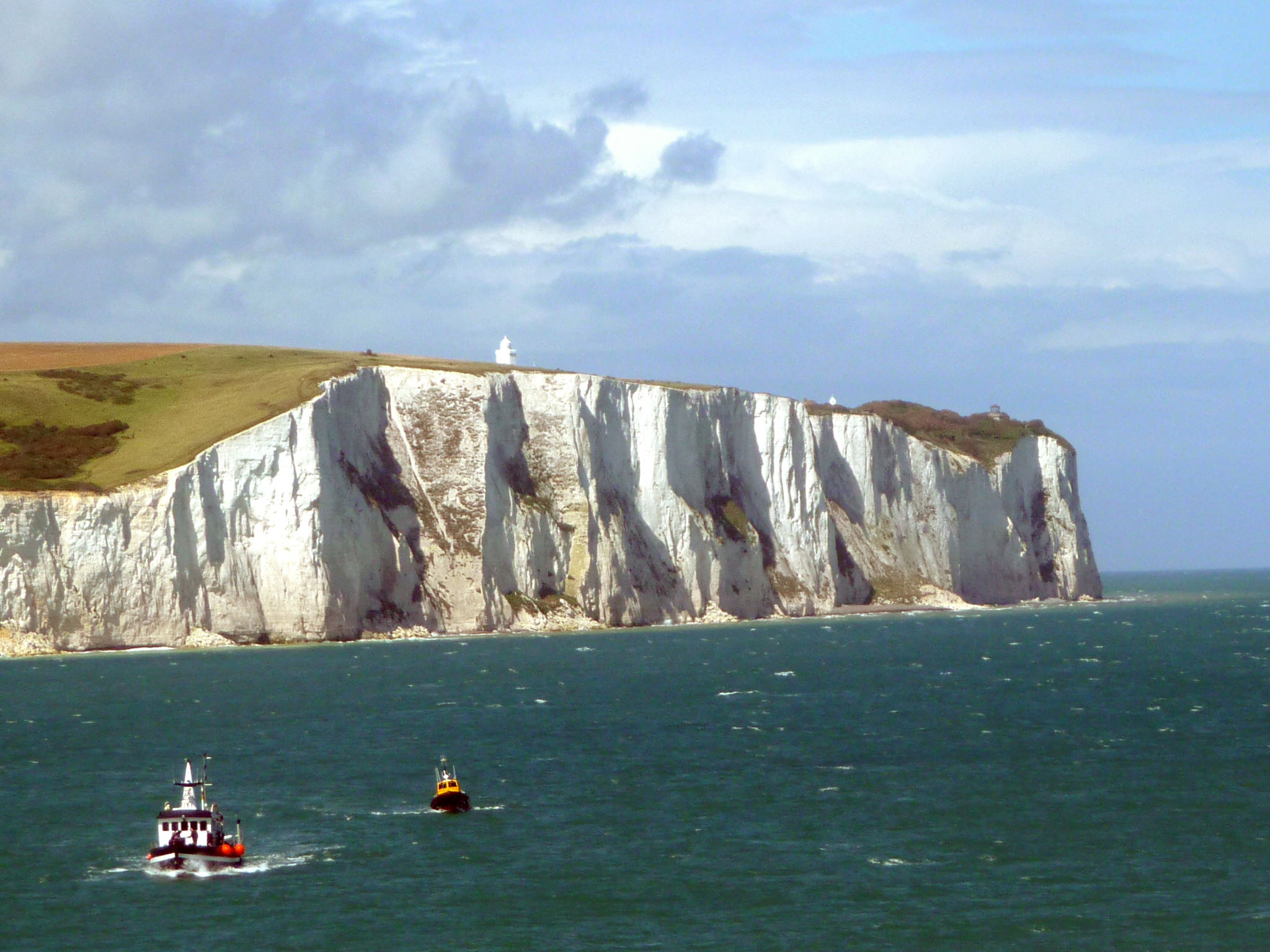
Die Kreidefelsen von Dover bestehen aus Coccolithen

Biogene Sedimente sind mehr oder weniger verfestigte Ablagerungen, die aus toten Pflanzenteilen, Einzellern und mineralischen Resten von Tierskeletten (gesteinsbildende Organismen) entstehen.

## Biogene Sedimente

### Pflanzlicher Ursprung
Durch Überlagerung mit Sand- oder Tonschichten können Algen oder Reste von Landpflanzen vom Sauerstoff der Luft abgeschnitten und durch Druck- und Temperaturerhöhung einer chemischen und mechanischen Veränderung unterworfen werden (siehe auch Inkohlung).
Das Sediment mit dem geringsten Alter und der geringsten Dichte ist der Torf. Er entsteht unter der Oberfläche von Hoch- oder Niedermooren, während dieses darüber weiterwächst und sein Niveau angehoben wird. Wegen Nährstoffmangels können hier nur ombotrophe Pflanzen gedeihen, die mit den Nährstoffen des Regens auskommen können. Der Torf wird u. a. im Gartenbau zur Bodenverbesserung (Auflockerung, Vergrößerung der Porosität) verwendet – siehe Torfstich.
Wird ein reifer (dunkler) Torf durch eine mächtigere Gesteinsschicht überlagert, kann nach Jahrmillionen durch den Auflastdruck und erhöhte Temperaturen Braunkohle entstehen. Sie ist wirtschaftlich – neben der noch älteren, in tieferen Krustenniveaus entstandenen Steinkohle – der wichtigste biogene Rohstoff der Erdkruste.

### Kalksteine
Biogene Kalksteine entstehen aus Kleinlebewesen oder bestimmten riffbildenden Organismen wie Korallen, Brachiopoden, Stromatoporen oder Schwämmen. Die mengenmäßig größte Bedeutung hat die Kalkablagerung aus Calcit-bildendem Plankton – insbesondere von Kalkalgen. Kalkformationen mit deutlich erkennbaren Fossilien werden häufig nach diesen benannt, z. B. der Crinoiden- und der Trochitenkalk aus den Skelettresten von Stachelhäutern.
Während Riffkalke oft mehrere hundert Meter mächtige ungeschichte Gesteinskörper bilden, sind Kalksteine, die aus Mikroorganismen bestehen häufig gut geschichtet, was mit zyklischen Klimaschwankungen oder Wechseln im Nährstoffangebot während ihrer Bildung zusammenhängt.
Heute werden in den Ozeanen kalkige Mikroorganismen bis zu einer Tiefe von rund 4500 m sedimentiert. In größeren Meerestiefen werden kalkige Komponenten durch das im Meerwasser enthaltene Kohlendioxid aufgelöst.

### Kieselgesteine
In den Ozeanen sind große Flächen mit feinkörnigen Sedimenten bedeckt, die aus mikroskopisch kleinen Skeletten von kieseligen Einzellern bestehen. Die Skelette gehören zur Gruppe der Diatomeen und Radiolarien und bestehen aus Opal. Mit zunehmendem Alter der Ablagerungen wandelt sich der metastabile Opal in Chalzedon um. Auch in Seen, die keinen großen Eintrag an klastischen Sedimenten haben, können fast reine Schichten von Diatomeenskeletten entstehen, diese Ablagerungen werden Diatomeenerde oder Kieselgur genannt.

### Phosphorite
Phosphorite sind Sedimentgesteine, dessen Hauptbestandteil aus Varietäten des Minerals Apatit besteht. Sie treten an den Rändern der Ozeane in Tiefen zwischen 60 und 300 m auf. Die mineralische Substanz der Phosphorite entsteht aus der Umwandlung phosphorhaltiger organischer Substanz, meist aus Phytoplankton. In einigen Fällen sind auch identifizierbare Teile größerer Lebewesen, z. B. Fischschuppen, Knochenreste oder Koprolithen so stark angereichert, dass sie phosphoritische Sedimentlagen bilden. In der Erdgeschichte treten Phosphorite besonders im Ordovizium und im Unterkarbon (Nordamerika), sowie in der Oberkreide und im Eozän (Nordafrika und Naher Osten) auf.